# 나고 신타로
나고 신타로(일본어: 名古 新太郎, 1996년 4월 17일~)는 일본의 축구 선수이다.

## 구단 경력
그는 2018년 J1리그의 가시마 앤틀러스에 입단했다. 2019년에 천황배 준우승. 2021년 쇼난 벨마레로 임대 이적했다. 2022년 가시마 앤틀러스로 복귀했다. 2025년 아비스파 후쿠오카로 이적했다.